# Synodyczny okres obiegu
Synodyczny okres obiegu – uśredniony czas, po którym ciało niebieskie pojawi się ponownie w tym samym punkcie w stosunku do dwóch innych obiektów (liniowych węzłów), na przykład, gdy Księżyc obserwowany z Ziemi powróci do tego samego położenia względem Słońca.
Jeżeli nie podano warunków obserwacji, to jest nim obserwowane z Ziemi położenie względem Słońca.
Okres synodyczny planety względem Ziemi:
{\displaystyle S={\frac {1}{\left|{\frac {1}{E}}-{\frac {1}{P}}\right|}},}
gdzie:
- {\displaystyle E} – czas obiegu Ziemi wokół Słońca,
- {\displaystyle P} – czas obiegu planety wokół Słońca.